# Mike Iggulden
Mike Iggulden, właśc. Michael Brian Iggulden (ur. 9 listopada 1982 w St. Catharines, Ontario) – kanadyjski hokeista.

## Kariera
- Ridley College (2000-2001)
- Thorold Blackhawks (2000-2001)
- Cornell University (2001-2004)
- Rochester Americans (2005)
- Cleveland Barons (2005-2006)
- Worcester Sharks (2006-2008)
  -  San Jose Sharks (2008)
- Bridgeport Sound Tigers (2008-2009)
  -  New York Islanders (2009)
- Dinamo Ryga (2009-2010)
- SCL Tigers (2010-2011)
- Växjö Lakers (2011-2012)
- Rögle (2012-2013)
- Witiaź Podolsk (2013)
- KHL Medveščak Zagrzeb (2014)
- Kölner Haie (2014-2015)
- Augsburger Panther (2015-2016)

Występował w amerykańskich rozgrywkach akademickich NCAA. Od 2004 do 2009 grał w lidze AHL, zaś w rozgrywkach NHL rozegrał w tym czasie 12 spotkań. Od 2009 występuje w Europie. W 2009 po raz pierwszy grał w lidze KHL w barwach łotewskiego Dinama Ryga. Następnie w 2010 trafił do ligi szwajcarskiej NLA, a od 2011 przez dwa lata grał w szwedzkiej Elitserien. W maju 2013 został zawodnikiem rosyjskiego zespołu Witiaź Podolsk w KHL. Zwolniony pod koniec grudnia 2013. Od 6 stycznia 2014 zawodnik chorwackiego zespołu Medveščak Zagrzeb także w lidze KHL. Od lipca 2014 zawodnik Kölner Haie. W klubie był do początku marca 2015 zawodnik Kölner Haie. Od sierpnia 2015 zawodnik Augsburger Panther. W maju 2016 ogłosił zakończenie kariery.

## Sukcesy
Klubowe
- Mistrzostwo NCAA (ECAC): 2003, 2005 z Cornell University

Indywidualne
- Sezon AHL 2007/2008:
  - Mecz Gwiazd AHL
- Sezon AHL 2008/2009:
  - Mecz Gwiazd AHL